# Jewgienij Kozłow
Jewgienij Jewgienjewicz Kozłow (ros. Евгений Евгеньевич Козлов, ur. 4 lutego 1995 w Siergijewym Posadzie) – rosyjski piłkarz grający na pozycji lewego skrzydłowego w kazaskim klubie Kyzyłżar Petropawł.

## Sukcesy

### Klubowe
FC Lahti
- Zdobywca Pucharu Ligi Fińskiej: 2016

Spartaks Jurmała
- Mistrzostwo Łotwy: 2016, 2017

Szachcior Soligorsk
- Zdobywca Pucharu Białorusi: 2018/2019

### Indywidualne
- Król strzelców Virslīgi: 2017 (13 goli)

## Życie prywatne
Ma młodszego brata Aleksieja, który również jest piłkarzem.